# 부그와 엘리엇 3
《부그와 엘리엇 3》(영어: Open Season 3)는 2010년 공개된 미국의 애니메이션 영화이다.

## 캐스팅
- 시애라 브라보
- 데이나 스나이더
- 안드레 솔리우초
- 코디 캐머런
- 크리스핀 글러버
- 스티브 시리파
- 프레드 스톨러
- 조지아 엥글
- 니카 퍼터먼
- 제프 베넷

## 개봉 국가
- 러시아
- 카자흐스탄
- 멕시코
- 튀르키예
- 레바논
- 아랍에미리트
- 그리스
- 콜롬비아